# جیلی بویو
جیلی بویو یک کراس‌اوور است که توسط خودروساز چینی جیلی تولید می‌شود.

## مدل‌ها

### بویو پرو
نسخه فیس‌لیفت شده با نام بویو پرو در ژوئیه ۲۰۱۰ در چین معرفی شد. بویو پرو دارای سیستم اطلاعات سرگرمی جدید جی‌کی‌یو‌آی، طراحی کابین کاملاً جدید و موتور جدید ۱٫۵ لیتری توربو است که این موتور ساختهٔ ولوو است.

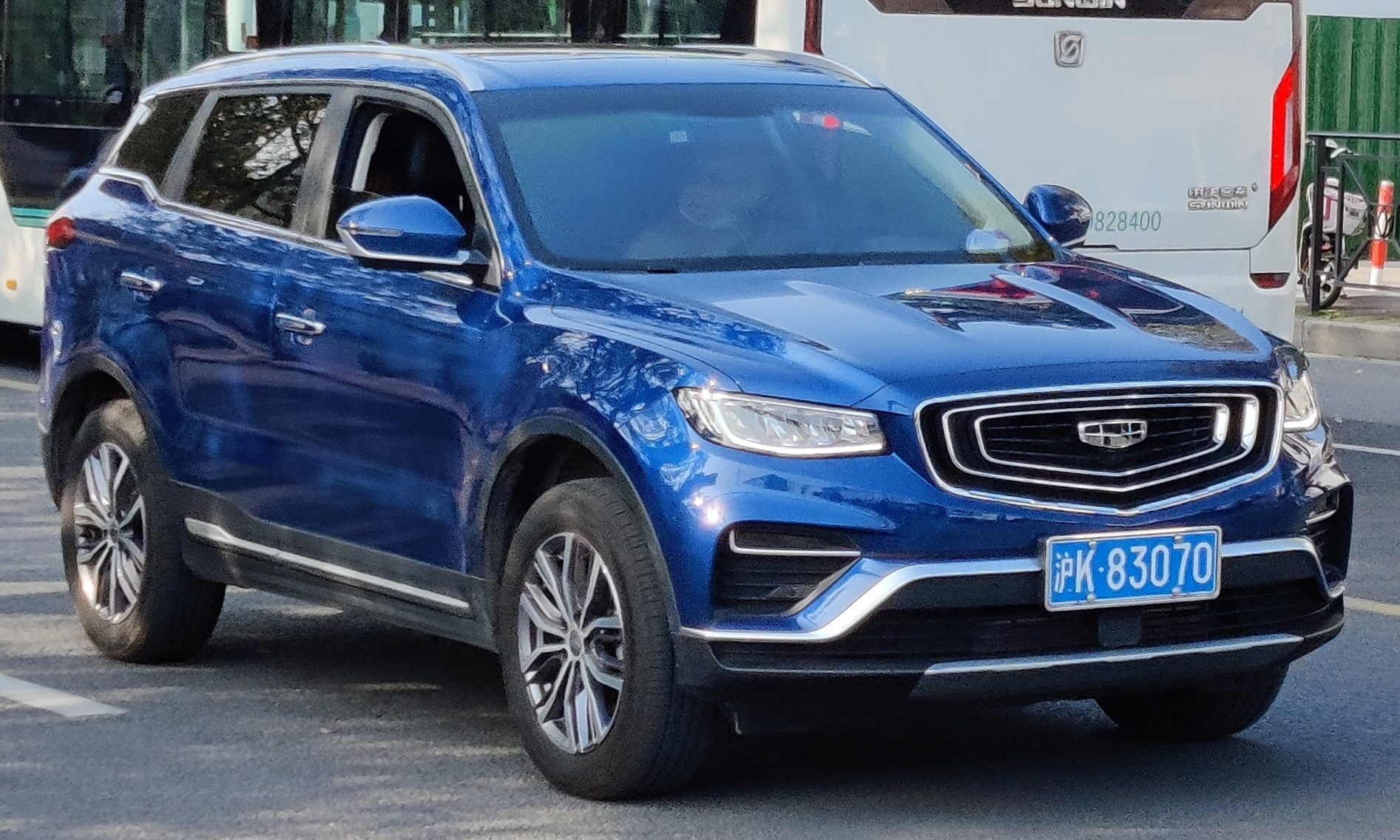
نمای جلو جیلی بویو پرو
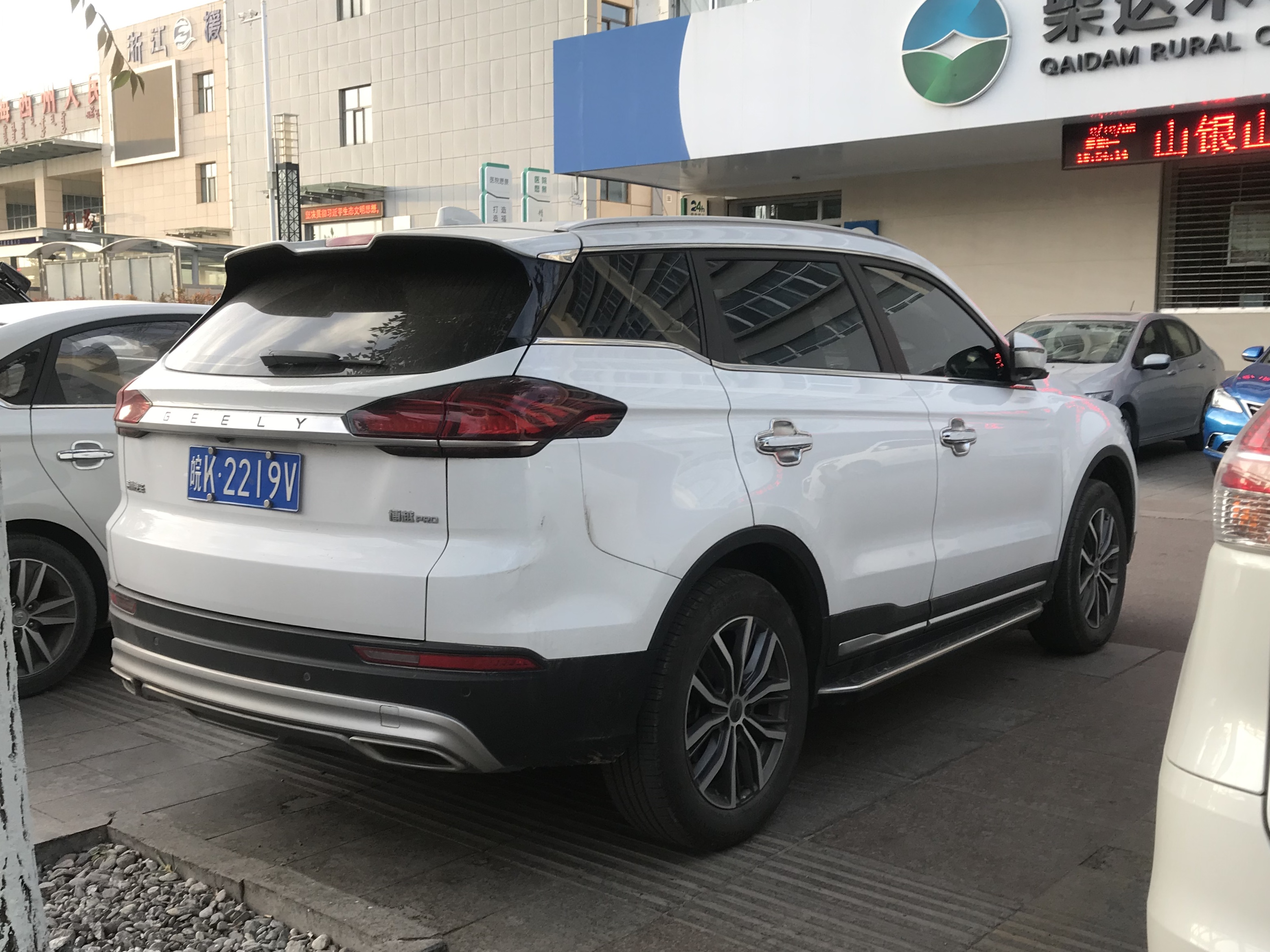
نمای عقب جیلی بویو پرو

### بویو ایکس
جیلی بویو ایکس به همان پیشرانه بویو پرو مجهز شده‌است. در اکتبر ۲۰۲۲، جیلی، بویو ایکس را با دو نوع موتور در چین عرضه کرد.

### پروتون ایکس۷۰

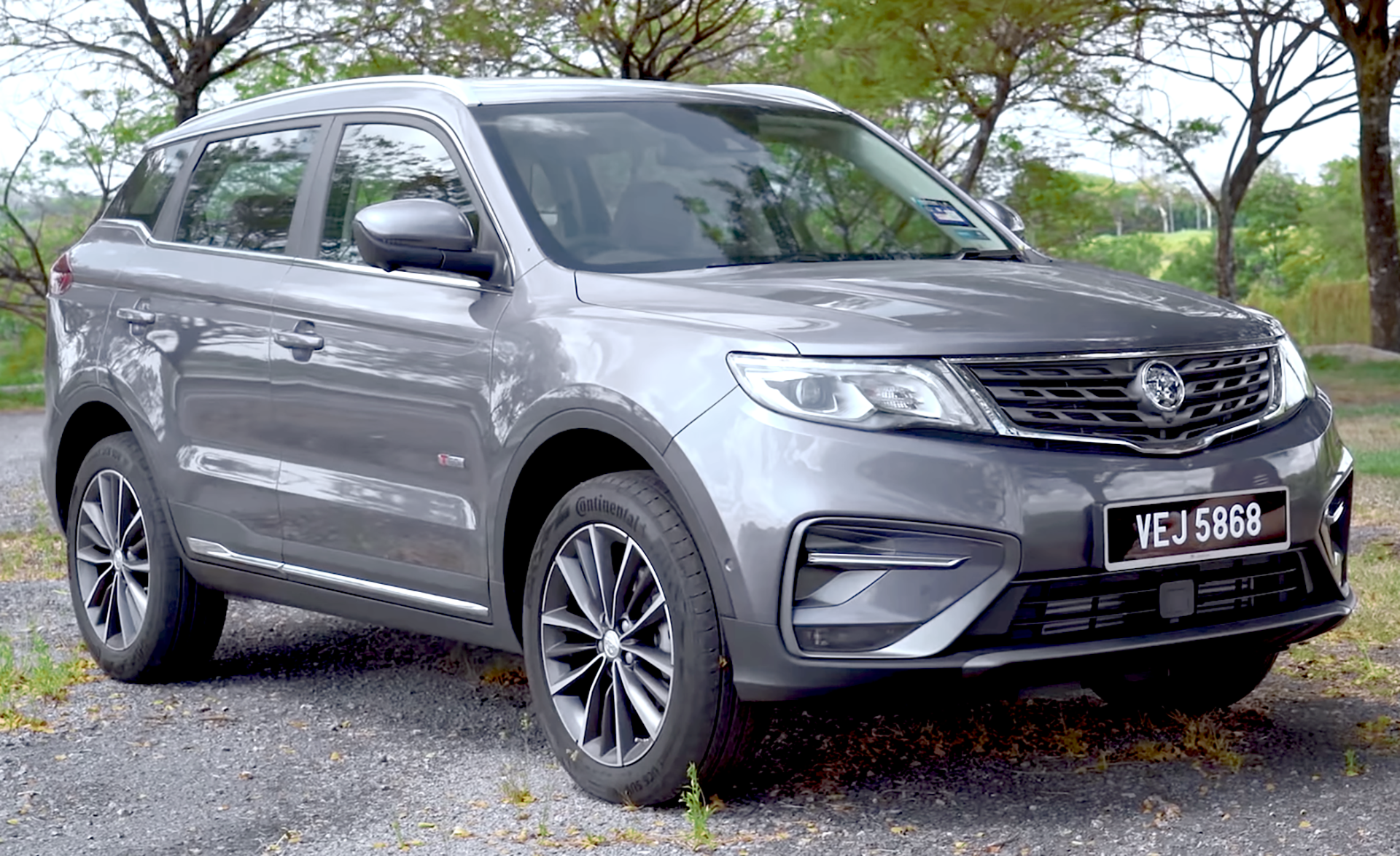
نمای جلو پروتون ایکس۷۰ پرمیوم ۲۰۲۰

پروتون ایکس۷۰ با تغییرات جزئی در نمای داخلی و خارجی خودرو رونمایی و عرضه شد. آشکارترین تغییر ایکس۷۰ فرمان راست بودن این خودرو است در حالی که جیلی بویو پرو یک خودروی فرمان چپ است. پروتون ایکس۷۰ در دسامبر ۲۰۲۰ در پاکستان عرضه شد.

### فریزون اف‌ایکس
جیلی فریزون اف‌ایکش یک وانت‌بار ۴ در است که بر اساس پلتفرم بویو پرو ساخته شده‌است. این خودرو از مشابه طراحی هیوندای سانتا کروز است. موتور این خودرو از همان موتور ۱٫۸ لیتری توربو بویو پرو استفاده می‌کند.

## فروش
| سال تقویمی | چین (بویو) | مالزی (X70) |
| ---------- | ---------- | ----------- |
| ۲۰۱۶       | ۱۰۹٬۲۰۹    |             |
| ۲۰۱۷       | ۲۸۶۱۶۳     |             |
| ۲۰۱۸       | ۲۵۵۶۹۵     |             |
| ۲۰۱۹       | ۲۳۲٬۳۲۷    | ۲۶٬۳۳۱      |
| ۲۰۲۰       | ۲۴۰٬۸۱۱    | ۲۱٬۹۴۴      |

## نگارخانه

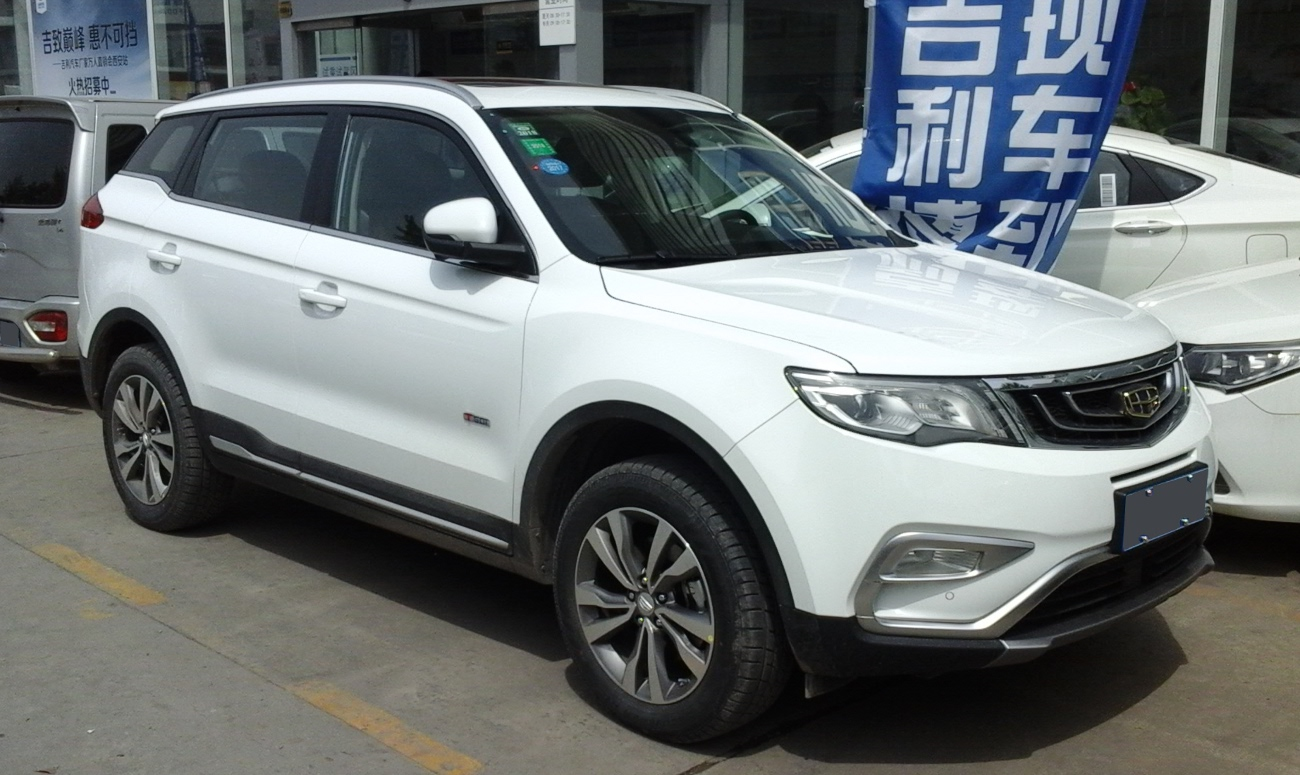
نمای جلویی
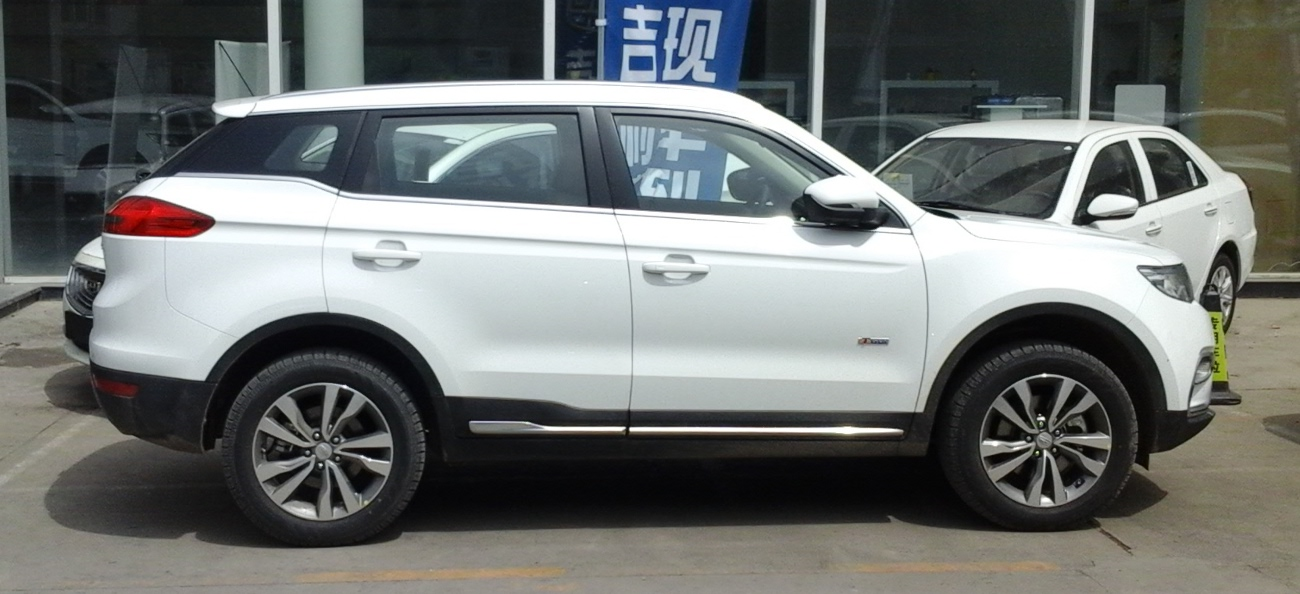
نمای کنار
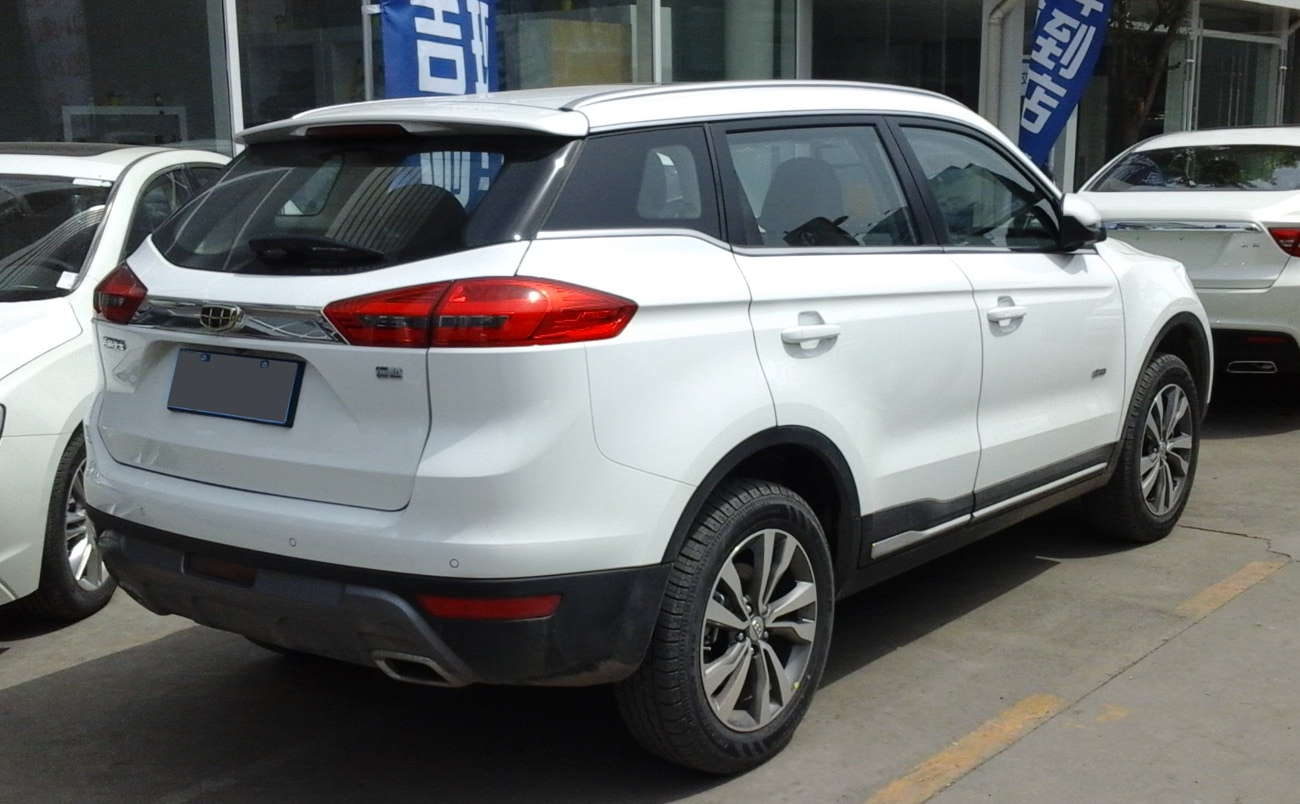
نمای عقب
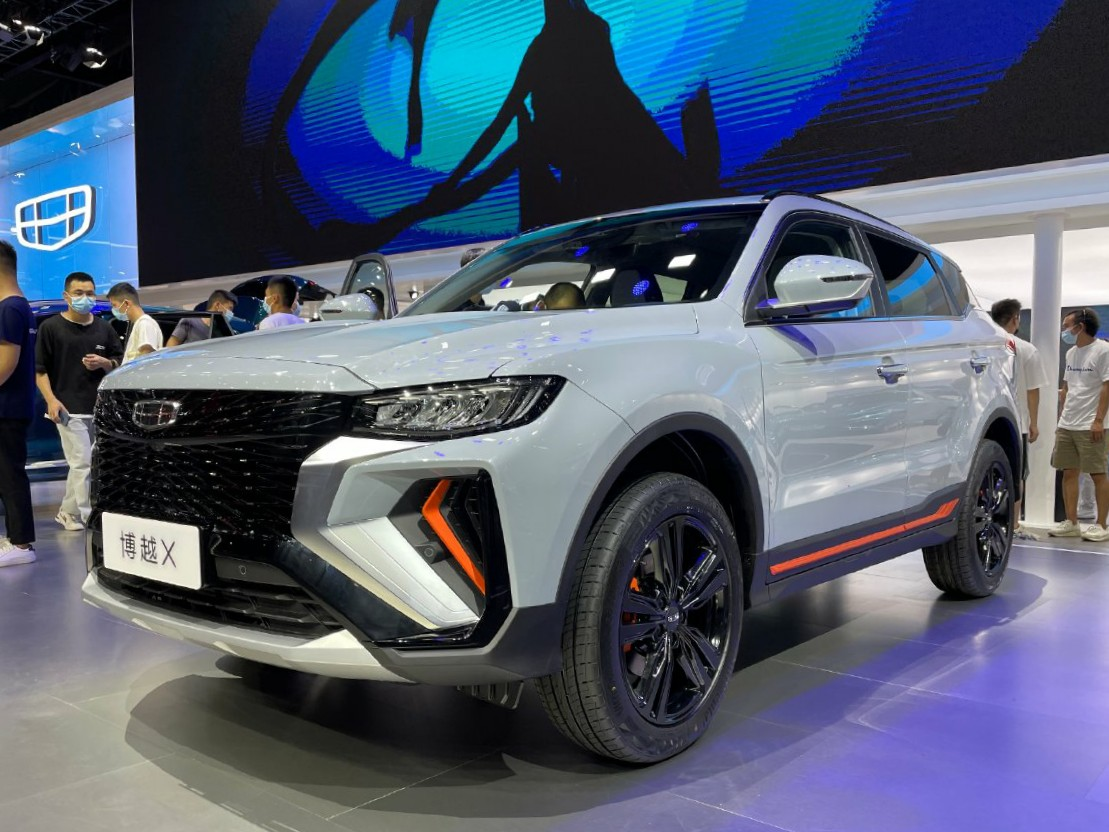
جیلی بویو ایکس (جلو)
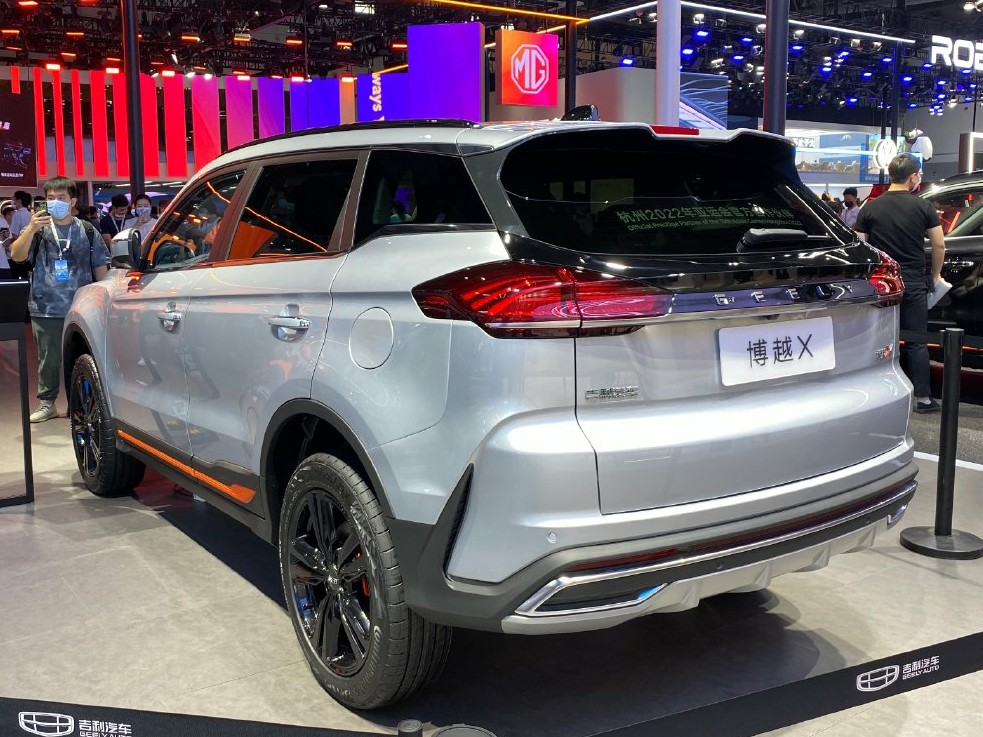
جیلی بویو ایکس (عقب)
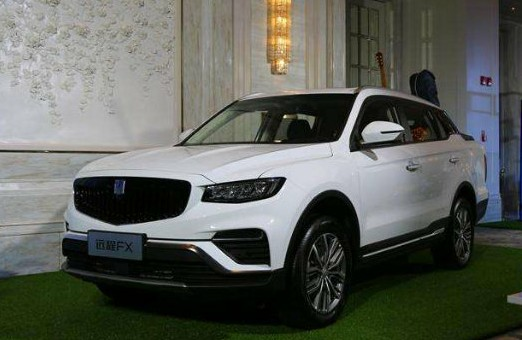
نمای جلویی
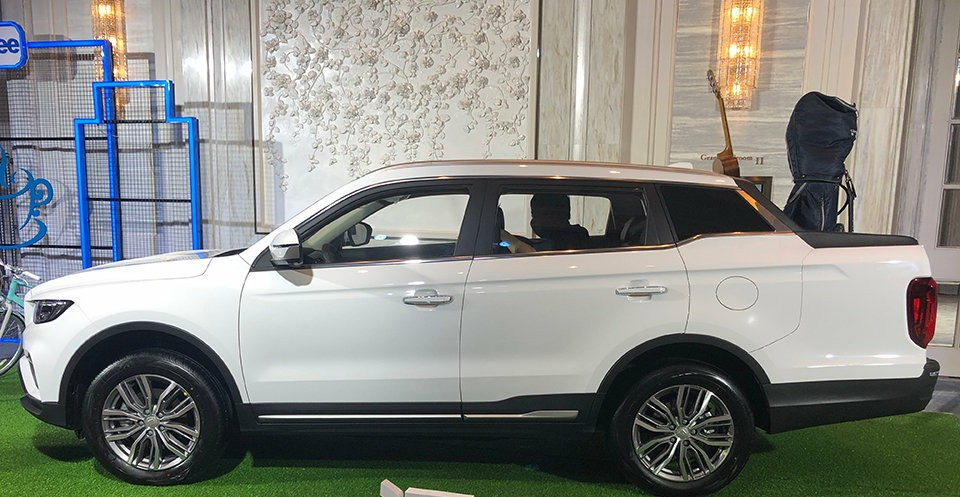
نمای کنار
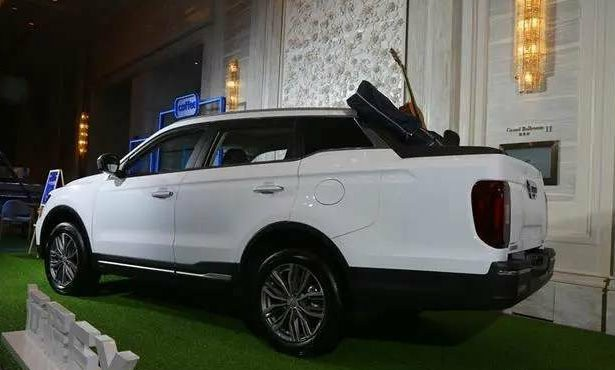
نمای عقب